# Graciliderolus gracilis
Graciliderolus gracilis là một loài bọ cánh cứng trong họ Cerambycidae.